# Cánh đồng thương yêu
Cánh đồng thương yêu (tiếng Nga: Полюшко Поле/Cánh đồng nhỏ) là một bài hát Liên Xô nổi tiếng.
Bài hát do Lev Konstantinovich Knipper phổ nhạc và Victor Mikhailovich Gusev viết lời. Phần nhạc của bài hát là một phần của bản giao hưởng với phần lời là điệp khúc lấy từ "Bài thơ về người lính Komsomol" (Поэма о бойце-комсомольце) sáng tác năm 1933. Bài hát được L. K. Knipper sáng tác nhân một chuyến đi nghỉ tại đồng quê của ông. Theo hồi ức của Knipper, lúc đó ông đang ngồi bên chiếc đàn dương cầm trong tâm trạng buồn chán và được một vài người bạn khuyên rằng nên làm cái gì đó cho nó khuây khỏa. Thế là ông nhân hứng đã sáng tác ra một đoạn nhạc mà sau này đi vào lịch sử như một trong những bài hát lừng tiếng nhất của Liên Xô.
| Tiếng Nga Полюшко-поле, Полюшко, широко поле. Едут по полю ребята, Эх, да молодые партизаны. | Phiên âm Latinh Polyushko-polye, Polyushko, shiroko polye. Yedut po polyu rebyata, Eh, da molodyye lartizany. | Phỏng dịch tiếng Việt Cánh đồng nhỏ xinh xinh Cánh đồng nhỏ mà như rộng mở. Có ai đang tới đùa vui trên đó, Ôi, những người du kích tuổi thanh xuân |

Sau đó L. K. Knipper đến gặp nhà thơ V. M. Gusev và nhờ ông viết lời cho bài hát. Mười khổ thơ đã ra đời trong cơn bùng phát cảm xúc và khả năng sáng tạo của người nghệ sĩ trong Gusev:
| Lời tiếng Nga Полюшко-поле, Полюшко, широко поле. Едут по полю герои, Эх, да Красной Армии герои! Девушки плачут, Девушкам сегодня грустно, Милый надолго уехал, Эх, да милый в армию уехал… | Phiên âm Latinh Polyushko-polye, Polyushko, shiroko polye. Yedut po polyu geroi, Eh, da Krasnoi Armii geroi ! Devushki platsut, Dyevushkam segodnya grustno, Milyi nadolgo uyehal, Eh, da milyi v armiyu uyehal… | Phỏng dịch tiếng Việt Cánh đồng nhỏ xinh xinh Cánh đồng nhỏ mà như rộng mở. Họ đi tới trên cánh đồng anh hùng, Ôi, những chiến sĩ Hồng quân anh dũng! Có những cô gái đang buồn, đang khóc, Hôm nay, ngày của những cô gái đau buồn Khi những người thân yêu cất bước ra đi, Ôi, những đoàn quân thân yêu ra đi... |

Bài hát được biểu diễn lần đầu bởi ca sĩ Vera Dukhovskaya vào tháng 2 năm 1933 trong một buổi hòa nhạc mừng kỉ niêm 15 năm thành lập Hồng quân Xô Viết. Sau đó bài hát đã trở nên nổi tiếng và được nhiều nghệ sĩ của Liên Xô và Nga biểu diễn và thu thanh, trong đó có một phiên bản nhạc rock lừng tiếng do ban nhạc Liên Xô Những chiếc đàn Ghita hát (tiếng Nga: Поющие гитáры) thực hiện vào năm 1967. Bài hát cũng được Dàn hợp ca Hồng quân Liên Xô thể hiện và thu âm rất nhiều lần và là một bài hát nằm trong danh sách của Alexandrov Ensemble discography.

## Bài hát do thanh niên thế giới và các nghệ sĩ phương Tây thể hiện

### Tại Đại hội liên hoan thanh niên sinh viên thế giới Luân Đôn-1945
Tại lễ khai mạc Đại hội Liên hoan thanh niên thế giới năm 1945 tại London; bài hát "Polyushko Polye" được chọn là bài hát hay nhất của thế kỷ 20. Với phần nhạc vốn có của nhạc sĩ Lev Konstantinovich Knipper, nhạc sĩ L. A. Stokovsky biên soạn tổng phổ dành cho dàn nhạc giao hưởng hợp xướng. Bản tổng phổ này đã được 6.000 nam nữ thanh niên, sinh viên đại diện cho thanh niên sinh viên trên toàn thế giới tham gia đại hội này trình tấu. Toàn bộ ca từ của bài hát như sau:
| Lời tiếng Nga Полюшко, поле, Полюшко, широко поле! Едут по полю герои! Эх, да Красной Армии герои. Девушки плачут, Девушкам сегодня грустно, Милый надолго уехал, Эх, да милый в армию уехал. Девушки, гляньте, Гляньте на дорогу нашу, Вьётся дальняя дорога, Эх, да развеселая дорога. Едем мы, едем, Едем — а кругом колхозы, Наши, девушки, колхозы, Эх, да молодые наши села. Только мы видим, Видим мы седую тучу, Вражья злоба из-за леса, Эх, да вражья злоба, словно туча. Девушки, гляньте, Мы врага принять готовы. Наши кони быстроноги, Эх, да наши танки быстроходны. В небе за тучей Грозные следят пилоты. Быстро плавают подлодки. Эх, да корабли стоят в дозоре. Пусть же в колхозе Дружная кипит работа, Мы — дозорные сегодня, Эх, да мы сегодня часовые. Девушки, гляньте, Девушки, утрите слёзы. Пусть сильнее грянет песня, Эх, да наша песня боевая! Полюшко, поле, Полюшко, зелёно поле! Едут по полю герои, Эх, да Красной Армии герои! | Phiên âm Latinh Polyushko-polye, Polyushko, shiroko polye. Yedut po polyu geroi, Eh, da Krasnoi Armii geroi ! Devushki platchut, Dyevushkam segodnya grustno, Milyi nadolgo uyekhal, Eh, da milyi v armiyu uyekhal… Dyevushki, glyante, Glyaytye na dorogu nashu, Vyotsya dalynyaya doroga, Eh, da razvyesyolaya doroga. Yedyem my, yedyem, Yedyem — а krugom kolkhozy, Nashi, dyevushki, kolkhozy, Eh, da molodyye nashi sela. Tolko my vidim, Vidim my seduyu tutsu, Vrazhyya zloba iz-za lesa, Eh, da vrazhyya zloba, slovno tutsa. Dyevushki, glyante, My vraga prinyat gotovy. Nashi koni bystronogi, Eh, da nashi tanki bystrokhodny. V nebe za tuchey Groznye slyedyat piloty. Bystro plavayot podlodki Eh, da korabli stoyat v dozore. Pust zhye v kolkhozye Druzhnaya kipit rabota, My - dozornyye syegodnya, Eh, da my syegodnya chasovyye. Dyevushki, glyante Dyevushki, utrite slyozy Pusty silyeye gryanyet pyesnya, Eh, da nasha pyesnya boyevaya ! Polyushko-polye, Polyushko, zelyono polye. Yedut po polyu geroi, Eh, da Krasnoi Armii geroi ! | Phỏng dịch tiếng Việt Cánh đồng nhỏ xinh xinh Cánh đồng nhỏ mà như rộng mở. Họ đi tới trên cánh đồng anh hùng, Ôi, những chiến sĩ Hồng quân anh dũng! Có cô gái đang buồn, đang khóc, Ngày hôm nay, các cô gái buồn Bởi tình yêu nảy nở đã lâu rồi, Ôi, tình yêu dành cho chiến sĩ Em gái ơi hãy tìm trong đó Để nhận ra con đường của chúng tôi, Những trận đánh, những cuộc hành quân dài, Ôi, những con đường trẻ trung, vui nhộn. Bước tiếp bước, chúng tôi vẫn đi, Bước tiếp bước, qua những nông trang tập thể. Chúng tôi cùng những cô gái nông trang, Làng của chúng tôi, làng của tuổi trẻ. Và chúng tôi có thể nhận ra mau, Trên bầu trời những đám mây xám xịt. Kẻ thù đó trong bộ áo nâu Kẻ thù đó, bóng mây đen phát xít. Em gái ơi hãy tìm trong đó, Chúng tôi sẵn sàng truy đuổi kẻ thù. Xe tăng ta thay thế những vó ngựa. Ôi! Những đoàn xe tăng thần tốc lên đường. Trên bầu trời sau những bông mây, Anh phi công dõi tìm đối thủ. Hay dưới những lớp sóng biển xa, Ôi! vun vút những đoàn tàu tuần tra. Hãy giữ yên cho những nông trang, Nơi người lao động đang hân hoan, sôi nổi, Có chúng tôi hôm nay canh gác, A, có chúng ta, ngày hôm nay. Em gái ơi hãy nhìn, hãy nhìn, Em gái ơi hãy lau dòng nước mắt, Hãy vỗ tay theo nhịp bài ca Ôi, tuyệt vời, cuộc chiến đấu của chúng ta! Cánh đồng nhỏ xinh xinh Cánh đồng nhỏ mà như rộng mở. Họ đi tới từ cánh đồng, hùng dũng, Ôi, những chiến sĩ Hồng quân anh hùng! |

### Tại Phương Tây và Nhật Bản
Ở phương Tây, bài hát này được biểu diễn với cái tên "Người lính Côdắc tuần tra" (The Cossack Patrol), nhất là trong các phiên bản do Ivan Rebroff thực hiện. Ngoài ra, người phương Tây còn đặt cho bài hát các tên khác như "Cánh đồng cỏ" (Meadowland), "Người kỵ sĩ trên thảo nguyên" (Cavalry of the Steppes) và "Cuốn theo chiều gió" (Gone with the Wind). Một phiên bản rave remix của Ivan Rebroff (đã được cấp phép thực hiện) mang tên Tanz Brüderchen do Hyperactive thể hiện cũng rất phổ biến trong các cộng đồng yêu nhạc trên mạng do những đoạn phim hoạt hình flash đi kèm với bài hát trên trang web rathergood.com (xem link phía dưới).
Origa, một ca sĩ Nga sống ở Nhật Bản, cũng cho ra lò một phiên bản Polyushka Polye năm 1998 với lời bài hát do cô cải biên.
Năm 2003, nghệ sĩ Violon tài ba André Rieu (được mệnh danh là "Người Hà Lan bay" - The Dutchman flying) đã chuyển soạn phần nhạc của bài hát này thành một bản concerto ngắn cho đàn vĩ cầm và dàn nhạc giao hưởng. Trong chuyến lưu diễn mùa hè năm 2003 nhân dịp kỷ niệm 300 năm thành phố Sankt Peterburg, dàn nhạc giao hưởng do André Rieu chỉ huy và trình tấu vĩ cầm đã được các khán giả Nga nhiệt liệt tán thưởng sau khi biểu diễn thành công phần nhạc của bài hát này cùng ba nghệ sĩ của Đoàn ca múa nhạc dân gian Leningrad chơi các nhạc cụ cổ truyền Nga: Bayan, Balalayka và Balalayka trầm.

## Ảnh hưởng về văn hóa của bài hát
Cho đến nay các phiên bản của bài hát vẫn còn rất thịnh hành, bao gồm cả một phiên bản nhạc chuông điện thoại bà một phiên bản nhạc nhảy do SilverSpirit thể hiện. Bài hát cũng được thể hiện trong bộ phim hài năm 1967 The Russians Are Coming, the Russians Are Coming và tạo được ảnh hưởng rất lớn cho thính giả. Michael Palin đã thể hiện bài hát này với dàn hợp ca của Hạm đội Thái Bình Dương (Nga) trong một loạt chương trình truyền hình mang tên Full Circle with Michael Palin  Lưu trữ ngày 7 tháng 7 năm 2009 tại Wayback Machine. Polyushka Polye cũng là nhạc nền của bộ phim Cast Away và trong tập phim "Proof Through The Night" của loạt phim nhiều tập Airwolf; nó cũng là đoạn nhạc mở đầu của phim Leningrad Cowboys Go America do Aki Kaurismäki thực hiện. Phần nhạc của bài hát cũng được Steven Stills thể hiện bằng đàn dương cầm Hammond trong album Volunteers của Jefferson Airplane ra mắt năm 1969 như là một đoạn nhạc nền trong phần chuyển tiếp giữa A Song For All Seasons và the title track.
Bài hát "Người lính tuần tra Nga" (Russian Patrol) và "Hành khúc Hồng quân" (The Red Cavalry March) của Glenn Miller và Jerry Gray được sáng tác dựa trên Polyushka Polye. Bài hát "Cuốn theo chiều gió" (Gone with the wind) do Blackmore's Night thể hiện năm 1999 cũng là một phiên bản phỏng theo Polyushko-Pole. Polyushka Polye cũng là cái nền cho bài hát "Con đường sao dài quá - Bãi cỏ sao rộng quá" (So Long the Path (So Wide the Field)) trong album nhạc Nga mang tên "Trái tim trong tuyết" (Heart on swow) do Marc Almond phát hành năm 2003.. Một bài hát khác dựa trên Polyushka Polye chính là bài Forlorn do một ban nhạc melodic death metal của Ý mang tên Dark Lunacy, xuất hiện trong album đầu tay Devoid.
Bài hát cũng trở nên thịnh hành ở Thụy Điển - đôi khi nó được dạy trong các trường lớp - sau khi nó được thể hiện lần đầu tiên bởi Chalmersspexet trong sân khấu nhà hát Katarina II. Ở Thụy Điển nó mang cái tên Livet hay Livet är härligt. Sau đó, bài hát xuất hiện trong album "Nhạc Jazz ở Nga" (Jazz på ryska) năm 1967 của nghệ sĩ dương cầm nhà hát Katarina II là Jan Johansson với cái tên Stepp, min stepp.
```
Bài hát cũng được chuyển thể thành soundtrack của bộ anime Girls und Panzer. Nó xuất hiện trong Girls und Panzer, Girls und Panzer der flim và mới nhất là Girls und Panzer das Finale
```